# 金野润 (柔道运动员)
金野润（日语：／ Konno Jun，1967年3月20日—），日本男子柔道运动员。他曾代表日本参加1994年亚洲运动会柔道比赛，获得男子95公斤以上级金牌。他也曾获得三枚亚洲柔道锦标赛金牌。